# Сук-Аграс (вілаєт)
Сук-Аграс (араб. ولاية سوق أهراس) — вілаєт Алжиру. Адміністративний центр — м. Сук-Аграс. Площа — 4 541 км². Населення — 440 299 осіб (2008).

## Географічне положення
На сході вілаєту проходить кордон з Тунісом, на півдні межує з вілаєтами Тебесса та Ум-ель-Буакі, на заході — з вілаєтом Гельма, на півночі — з вілаєтом Ат-Тарф.

## Адміністративний поділ
Поділяється на 10 округів та 26 муніципалітетів.
| Алжир | Це незавершена стаття з географії Алжиру. Ви можете допомогти проєкту, виправивши або дописавши її. |